# گوستاو هاینریش ویدمان
 گوستاو هاینریش ویدمان (آلمانی: Gustav Heinrich Wiedemann؛ زاده ۲ اکتبر ۱۸۲۶ – درگذشته ۲۴ مارس ۱۸۹۹) یک فیزیک‌دان اهل آلمان بود.